# Tête de Vieillard barbu
Tête de Vieillard barbu est une huile sur bois de chêne peinte en 1648 par Pieter Hermansz Verelst (Dordrecht, vers 1618- après 1678 Hulst). Le panneau mesure 72,3 sur 55 centimètres et est conservée au musée des Augustins à Toulouse. Elle fait partie de la collection des peintures hollandaises de l'institution.

## Historique de l'œuvre
L’œuvre provient du cabinet du duc de Brunswick et a été saisie par les armées napoléoniennes en 1807 pour être envoyée au musée Napoléon (actuel musée du Louvre) avant d’être transférée par le Gouvernement impérial au musée des Augustins en 1812. L’œuvre a été officiellement acquise en 2004 par transfert de propriété de l’État à titre gratuit, à la suite de la loi du 4 janvier 2002 relative aux musées de France et son article 13 transférant la propriété des collections appartenant à l’État mises en dépôt avant le 7 octobre 1910 au musée de France ayant reçu l’œuvre. Le tableau est signé et daté en bas à droite « P.VERELST 1648 » .

## Description
Sur un fond sombre et brun apparaît en lumière et en buste de trois-quarts un vieillard barbu et chevelu grisonnant regardant le peintre. Il est vêtu d’une veste noire fermée à col en fourrure. Son regard semble circonspect et contrarié par le froncement de ses sourcils, faisant ressortir les plis et rides du front et de l’arcade sourcilière.
Les tons sont bruns, gris, noirs et beiges avec toute une déclinaison en nuances de ceux-ci en demi-teintes et des jeux de transition. En effet, le clair-obscur entre le visage de l’homme et le reste de l’œuvre est fondu et progressif, de telle sorte que certains endroits apparaissent comme flous et où la figure se dissout sur le fond sombre.
Parmi ces effets troubles ressort le contraste net entre les yeux noirs dans l’ombre et le visage éclairé, donnant au regard de l’intensité et une impression de vie.

## Biographie de l'artiste
Pieter Verelst est un peintre natif de Dordrecht qui s'installe à La Haye en 1642, à 24 ans, y rejoignant la guilde de saint Luc de la ville. Malheureusement, peu d’informations sont connues à son sujet, y compris à propos de sa formation. Pieter Verelst a été formé auprès de Gérard Dou . Certains avis suggèrent qu'il aurait également eu Rembrandt comme maître, par la proximité stylistique avec ce peintre déjà renommé à son époque et ayant eu un nombre d'élèves conséquent. Actif à Leyde jusqu’en 1631 (Pieter Verelst a alors treize ans), il passe le reste de sa vie à Amsterdam où il meurt en 1669. Si les localisations ne correspondent pas, il ne faut pas oublier la proximité de celles-ci et surtout la facilité de communication entre ces villes dès cette époque.
Avancer que Verelst se serait formé auprès de Rembrandt serait une spéculation au vu de l’état de connaissance. En revanche, par simple comparaison de style, il paraît probable que Verelst a eu connaissance des œuvres du maître et/ou de ses nombreux élèves ou suiveurs.

## Analyse
Contrairement à ce que l’on pourrait croire, l’œuvre n’est pas un portrait mais un tableau du genre des « tronies » (mot signifiant « visage » en néerlandais et lié à son équivalent français « trogne »). C’est un type de représentation picturale propre aux Provinces-Unies du XVIIe siècle consistant à représenter des « têtes d’expression » (selon l’expression conventionnelle) exagérant une émotion jusqu’à rendre le visage et la personne, imaginaire, pittoresque. Les « tronies » étaient très appréciés sur le marché et certains peintres en faisaient leur spécialité comme Frans Hals, ayant notamment peint des « tronies » de figures de tavernes. Ici le « tronie » est moins trivial et bien plus sévère que cela soit par le choix de la figure, un vieillard barbu, ou par son expression contrariée.
Par ailleurs, le musée des Augustins a réalisé une exposition en 2015 dénommée « Figures de fantaisie : du XVIe au XVIIIe siècle » dans laquelle a figuré l'œuvre de Verelst .

### Ouvrages
- Musée des Augustins, Le Nord en lumières : La peinture hollandaise et flamande au musée des Augustins (dossier de presse d'exposition au Musée des Augustins), Toulouse, Musée des Augustins, 2005, 21 p.

- David Fiozzi, Les tableaux hollandais des XVIIe et XVIIIe siècles du musée des Augustins : catalogue raisonné (catatalogue à l'occasion de l'exposition « Le Nord en lumières : La peinture flamande et hollandaise au musée des Augustins »), Toulouse, Musée des Augustins, 2004, 158 p. (ISBN 2-901820-35-2, lire en ligne)
- David Fiozzi, Catalogue critique et raisonné des tableaux hollandais des XVIIe et XVIIIe siècles conservés au musée des Augustins, Paris, Mémoire de Maîtrise de l'Université de Paris IV sous la direction d'Alain Mérot, 1999.